# Žaltář Heřmana Durynského

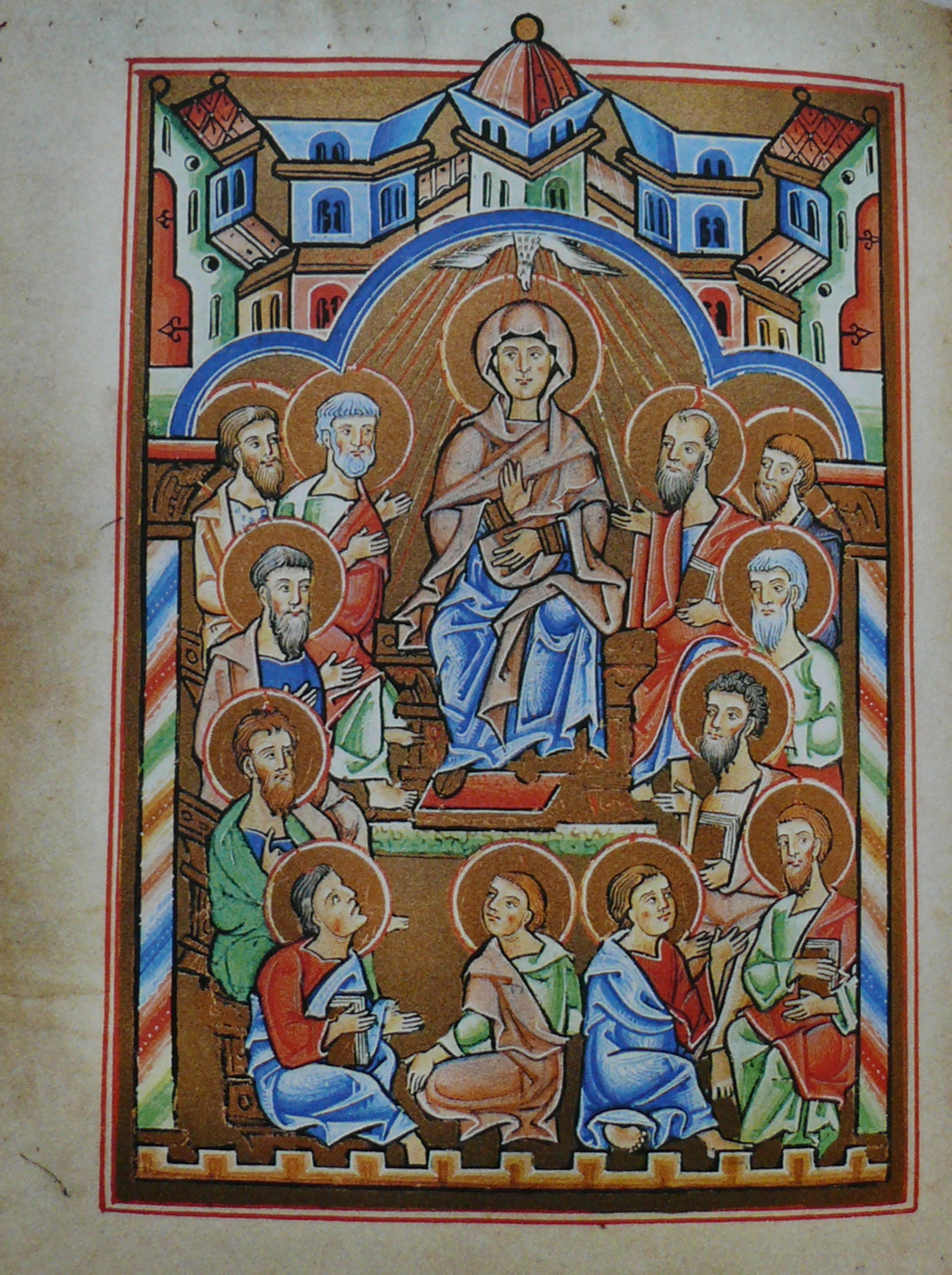

Žaltář Heřmana Durynského (německy Landgrafenpsalter) je německý iluminovaný rukopis uložený ve fondu Württemberské zemské knihovny ve Stuttgartu (sign. HB.II.24). Obsahuje celkem 181 pergamenových folií o velikosti 245 na 175 mm.

## Popis
Tři stránky s postavami panujících párů umožňují dataci bohatě iluminovaného rukopisu s žalmy, kalendářem svatých a litaniemi za zesnulé. Impulzem ke vzniku byly pravděpodobně zásnuby uherské princezny Alžběty s Ludvíkem Durynským roku 1211. Rukopis vznikl na dvoře ženichova otce Heřmana Durynského a byl určen pro jeho ženu Žofii z Wittelsbachu. Právě Heřman s Žofií společně se svými příbuznými – uherským králem Ondřejem s manželkou Gertrudou a českým králem Přemyslem Otakarem I. s Konstancií jsou vyobrazenými páry, které v tu dobu pojily jednotné politické cíle.